# 上宰
上宰(天龍座θ)也称紫微左垣二，又名BD+58 1608，HD 144284、SAO 29765、HR 5986，是天龍座的一颗恒星，视星等为4.01，位于銀經90.18，銀緯44.58，其B1900.0坐标为赤經16h 0m 0.8s，赤緯+58° 44.58′ 56″。